# Sacellum de la Vénus Cloacina
Le sacellum de Vénus Cloacine (en latin : sacellum ou sacrum Veneris Cloacine) est un sacellum (petit sanctuaire) situé sur le Forum Romain où l'on rend un culte à Cloacina, « celle qui purifie », une divinité étrusque plus tard identifiée à la déesse romaine Vénus. Il n'en reste qu'un petit soubassement circulaire.

## Localisation
Il se situe le long de la Via Sacra sur le Forum Romain, tout près des Tabernae Novae de la basilique Aemilia. Certaines hypothèses le font coïncider avec l'entrée de l'égout principal de Rome, la Cloaca Maxima (voir le plan).

## Fonction
L'efficacité du système d'égout est très importante pour le développement de la ville et le maintien d'une bonne hygiène permettant de prévenir les épidémies. Les Romains rendent un culte à Cloacina, associée pour des raisons inconnues à Vénus, et qui représente pour eux la divinité de la pureté. Le nom dérive peut-être du terme cloaca, « l'égout », d'après le verbe cloare « purifier », « nettoyer ».

## Histoire
À l'origine, la divinité étrusque Cloacina devait être associée au petit ruisseau partant du Forum pour se jeter dans le Tibre par le quartier du Vélabre, qui sera plus tard aménagé pour devenir la Cloaca Maxima.
L'autel dédié à Cloacina est mentionné pour la première fois au IIe siècle av. J.-C. par Plaute. Mais une légende fait remonter son origine au VIIIe siècle av. J.-C., au règne de Romulus. C'est à cet endroit qu'en 449 av. J.-C., le père de la jeune Verginia, un centurion, empruntant un couteau à un boucher possédant une boutique parmi les Tabernae Novae, aurait poignardé sa fille afin d'éviter qu'elle ne tombe entre les mains du décemvir Appius Claudius qui la convoitait.
En 179 av. J.-C., durant les travaux d'agrandissement de la basilique Aemilia, le sanctuaire est préservé et intégré dans les marches d'accès. Les vestiges retrouvés entre 1899 et 1901 datent de cette reconstruction.

## Description
Des pièces de monnaie frappées vers 42 av. J.-C. par Lucius Mussidius Longus donnent une représentation détaillée du sanctuaire : un sacellum (petit autel découvert) entouré d'une balustrade en métal. Les fondations circulaires sont en travertin et mesurent 2,40 mètres de diamètre. L'autel est recouvert de marbre. Au moins deux statues (signa Cloacinae) sont érigées à proximité sur un petit podium orné d'un oiseau. L'une d'elles semble tenir une fleur, les fleurs et les oiseaux étant des attributs souvent associés à la déesse Vénus.